# Jakov I., kralj Škotske
Jakov I. (eng. James I) (Dunfermline, Škotska, 25. srpnja 1394. – Perth, 21. veljače 1437.), škotski kralj od 1406. do smrti, 1437. godine; odvjetak dinastije Stuart. Kao monarh, uspio je, prvi put u zadnjih gotovo stotinu godina, stvoriti snažnu monarhiju.

## Životopis

### Mladost i zarobljeništvo
Rodio se kao mlađi sin škotskog kralja Roberta III. († 1406.) i kraljice Anabelle Drummond († 1401.). Budući da je njegovog starijeg brata, Davida Stewarta, prvog vojvode od Rothesayja, ubio 1402. godine njegov stric Robert od Albanyja, Jakov je postao prijestolonasljednik svoga oca Roberta III. Nakon tog nesretnog događaja, dvanaestogodišnji Jakov je poslan na sigurno u Francusku, ali je putem uhvaćen i predan engleskom kralju Henrika IV., koji ga je zatvorio u Londonski Tower. U međuvremenu je Robert III. umro, a Robert od Albanyja je imenovan guvernerom i regentom Škotske.
Robert od Albanyja nije imao namjeru platiti otkupninu za utamničenog kralja Jakova I., jer je sam imao ambiciju vladati Škotskom. Poslije smrti vojvode od Albanyja 1420. godine, njegov sin Murdoch, postao je novim guvernerom i regentom Škotske.

### Vladavina
Godine 1424. Jakov I. je pušten na slobodu, nakon čega je okrunjen za novog kralja. Po stupanju na prijestolje, odmah je krenuo u obračun protiv škotskog plemstva te je 1425. godine zarobio mnoge vodeće članove škotskog plemstva i nekolicinu njih dao pogubiti, uključujući i neke članove svoje obitelji. Pokušao je, također, slomiti otpor i zavladati lordovima Škotskog visočja, ali rezultat je bio djelomičan.
Financije, potrebne za vođenje državne politike, namaknuo je konfiskacijom imovine svojih neprijatelja i stavljanjem državne blagajne pod izravan nadzor vladara.
Nezadovoljnici njegovom vladavinom, pokušali su osporiti zakonitost rođenja njegova oca, kralja Roberta III. i dali su legitimitet potomcima kralja Roberta II. iz njegova drugog braka, s Eufemijom od Rossa. Jakov I. se žestoko i nemilosrdno obračunao s tim nezadovoljnicima. Unatoč obračunu s nezadovoljnicima, ipak je uspio atentat na njega, koji je izvršio Walter, grof od Atholla, sin kralja Roberta II. iz drugog braka. Kraljeva supruga, iako ozlijeđena, uspjela je pobjeći sa sinom Jakovom II. u dvorac Stirling.